# Fazenda Abelheiras
A Fazenda Abelheiras é uma propriedade rural fundada no final do século XVII, considerada de grande importância para a história do estado do Piauí. Está localizada no município de Campo Maior (PI) e faz parte do Patrimônio Cultural do Piauí definida pela CRC/SECULT (Coordenação de Registro e Conservação).

## Histórico

### Antecedentes
A conquista territorial da Capitania do Piauí em meados do século XVI teve participação da família portuguesa Ávila, responsável por um processo de desbravamento do interior nordestino feito principalmente por Garcia d’Ávila, fundador da Casa da Torre na Bahia, antiga sede de um grande território que se estendia por todo o nordeste. Durante o final do século XVIII, a Casa da Torre se encontrava em decadência por causa de disputas com posseiros e desavenças internas na família. Isso contribuiu para o desmembramento de várias fazendas no Piauí em 1839, entre elas estava as terras da Fazenda Abelheiras, que passaram a fazer parte das posses da Casa de São Domingos.

### Fundação
A construção da sede da Fazenda Abelheiras é atribuída ao fidalgo português D. Francisco da Cunha Castelo Branco, que teria fundado diversas fazendas de gado na freguesia de Santo António do Surubim, atual município de Campo Maior.Posteriormente a escritura das fazendas Abelheiras e Foge Homem foram passadas como herança para D. Inácia de Araújo Pereira, viúva do coronel Garcia d’Ávila Pereira em 31 de junho de 1839.
Ambas as propriedades foram compradas por Jacob Manuel de Almendra, militar e político piauiense responsável por reformar a casa. Foi posteriormente herdadas por Lina Leonor de Almendra Freitas, que no seu testamento declarou seu amor por Abelheiras e pediu que fosse conservada.

### Atualidade
De 1918 a 1998, a propriedade passou por um período de decadência que resultou na redução do seu tamanho original e no surgimento de outras fazendas como Abelheirinha, Alto da Cruz, Santa Alice, entre outros. Adiquirida pela família Gayoso Castelo Branco, atualmente é administrada por Anfrisio Lobão Castelo Branco que mantém preservadas as características arquitetônicas da residência.
Em 2010, a fazenda foi o palco da gravação do filme Flor de Abril, do cineasta Cícero Filho e teve a participação de atores campomaiorenses como figurantes.

## Arquitetura
A sede foi construída em arquitetura colonial sertaneja de raízes portuguesas no Piauí, que dentre suas características estão o madeiramento do telhado em carnaúba, estruturado sem o auxílio da tesoura e coberto com telhas artesanais e os ladrilhos em barro cozido que formam o assoalho. Apesar de ser uma construção mais antiga, a edificação atual é de meados do século XIX.
Para a construção, foram usados materiais já existentes dentro do sítio, como pedras, barro e a carnaúba. A partir dessas matérias primas, os sertanejos utilizavam de diversas técnicas construtivas tradicionais como a taipa de sopapo, alvenaria em pedra argamassada ou adobe seco ao sol para construir suas residências.
A planta da fazenda foi desenvolvida em formato "L" e as dependências de serviço ficam na ala lateral, e em seu outro lado foi anexado um curral. As paredes são de pedra‐de‐jacaré com fiadas de tijolo maciço e de adobe. A cobertura é composta de caibramento de carnaúba corrida, com beirais encachorrados. Por causa do clima quente da região, é dotado de uma meia parede que faz com que o ar circule por entre os cômodos.

## Abelheiras: trezentos anos de história
O livro Abelheiras: Trezentos Anos de História foi escrito pelo médico Anfrísio Neto Lobão Castelo Branco, atual dono da Fazenda Abelheiras, em 2008 numa tiragem de 500 exemplares em comemoração aos trezentos anos de existência da fazenda histórica Abelheiras. O livro aborda a formação histórica, política, econômica e social da Casa da Torre na Bahia até a implantação da fazenda Abelheiras na região de Campo Maior por Garcia D’Ávila Pereira.